# André Simões
André Luís Gomes Simões (ur. 16 grudnia 1989) – portugalski piłkarz, występujący w greckim klubie АЕK Ateny na pozycji pomocnika.

## Kariera klubowa

### Portugalia
Urodzony w Маtosinhos, Simões w latach juniorskich reprezentował barwy trzech klubów, w tym FC Porto, aż do ukończenia 14. roku życia. Debiut w rozgrywkach seniorskich zaliczył w Padroense FC, zaliczając tam dwa sezony w trzeciej lidze i jeden w czwartej.
Latem 2011 roku, Simões podpisał kontrakt z CD Santa Clara, klubem występującym na drugim poziomie. Rozegrał tam 39 meczów, w których strzelił jednego gola.
Simões został zawodnikiem innego klubu zaplecza najwyższej ligi - Moreirense FC pod koniec czerwca 2013 r., pomagając wrócić swojemu nowemu klubowi do Primeira Liga po roku przerwy. W tym czasie zdobył dwie bramki, a na boisku przebywał łącznie przez około 2800 minut. Zadebiutował w portugalskiej ekstraklasie 17 sierpnia 2014 roku rozgrywając pełne 90 minut w wygranym 1-0 meczu przeciwko CD Nacional.

### АЕK Ateny
30 stycznia 2015 roku, w przededniu zakończenia okna transferowego Simões zgodził się podpisać dwuletni kontrakt z АЕK Ateny, który miał wejść w życie z dniem 1 lipca. 19 marca 2016 roku kontrakt przedłużono do 30 czerwca 2019 roku, a także wpisano klauzulę odejścia w wysokości €7,5 mln; 10 grudnia tego samego roku zdobył swoją pierwszą bramkę przyczyniając się do wygranej 4-0 nad Levadiakosem w Pucharze Grecji.
24 sierpnia 2017 roku Simões walnie przyczynił się do awansu swojej drużyny do fazy grupowej Ligi Europy zdobywając dwie bramki w rewanżowym meczu rundy play-off przeciwko Brugii.

## Tytuły
Moreirense
- Segunda Liga: 2013-14

АЕK
- Superliga Grecji: 2017-18
- Grecki Puchar: 2015-16